# Classe C di una funzione
In analisi matematica, la classe {\displaystyle C} di una funzione di variabile reale indica l'appartenenza della stessa all'insieme delle funzioni derivabili con continuità per un certo numero di volte. Si dice che una funzione definita su un insieme {\displaystyle A} è di classe {\displaystyle C^{k}} se in {\displaystyle A} esistono tutte le derivate fino al {\displaystyle k}-esimo ordine, e la {\displaystyle k}-esima è continua (quando la funzione è continua si dice che è di classe {\displaystyle C^{0}}). Si tratta, sostanzialmente, dello spazio delle funzioni differenziabili. Il sottoinsieme delle funzioni le cui prime {\displaystyle k} derivate sono limitate è uno spazio vettoriale.
La derivabilità rispetto ad una variabile garantisce la continuità della funzione rispetto a tale variabile, sicché lo spazio {\displaystyle C^{1}(\mathbb {R} )} delle funzioni differenziabili con continuità sul campo reale è contenuto nello spazio {\displaystyle C^{0}(\mathbb {R} )} delle funzioni continue. In generale, {\displaystyle C^{k}} è contenuto in {\displaystyle C^{k-1}} per ogni {\displaystyle k}.
Di particolare importanza è l'insieme {\displaystyle C^{\infty }} delle funzioni lisce, tra le quali vi sono i polinomi, e l'insieme {\displaystyle C^{\omega }} delle funzioni analitiche, definite come le funzioni lisce che sono uguali alla loro espansione in serie di Taylor attorno ad ogni punto del dominio.

## Definizione
Sia {\displaystyle A} un sottoinsieme aperto di {\displaystyle \mathbb {R} ^{m}} e {\displaystyle k\in \mathbb {N} }. Una funzione di variabile reale {\displaystyle f:A\rightarrow \mathbb {R} ^{n}}si dice di classe {\displaystyle C^{k}} se in ogni punto di {\displaystyle A} esistono tutte le derivate parziali di {\displaystyle f} fino al {\displaystyle k}-esimo ordine, e tali derivate parziali sono funzioni continue. L'insieme delle funzioni di classe {\displaystyle C^{k}} da {\displaystyle A} in {\displaystyle \mathbb {R} ^{n}} si indica generalmente con {\displaystyle C^{k}(A,\mathbb {R} ^{n})}; inoltre, è consuetudine porre anche {\displaystyle C^{k}(A):=C^{k}(A,\mathbb {R} )}. Se {\displaystyle k>0}, si ha perciò che {\displaystyle f\in C^{k}(A,\mathbb {R} ^{n})} se e solo se
{\displaystyle {\frac {\partial f_{i}}{\partial x_{r}}}\in C^{k-1}(A)\qquad \forall r=1,\ldots ,m,\quad \forall i=1,\ldots ,n,}
dove {\displaystyle f_{i}} indica la proiezione di {\displaystyle f} sulla {\displaystyle i}-esima componente: formalmente, se per ogni {\displaystyle i=1,\ldots ,n} poniamo 
{\displaystyle \qquad {\begin{array}{ccccc}\pi _{i}&:&\mathbb {R} ^{n}&\rightarrow &\mathbb {R} \\&&a:=(a_{1},\ldots ,a_{n})&\mapsto &a_{i}\end{array}}},
si ha {\displaystyle f_{i}:=\pi _{i}\circ f}.
Inoltre, per la convenzione secondo cui l'unica derivata parziale di {\displaystyle f} di ordine {\displaystyle 0} è {\displaystyle f} stessa, segue direttamente dalla definizione che {\displaystyle f\in C^{0}(A,\mathbb {R} ^{n})} se e solo se {\displaystyle f} è continua. Chiaramente, per ogni {\displaystyle k\in \mathbb {N} } risulta {\displaystyle C^{k+1}(A,\mathbb {R} ^{n})\subseteq C^{k}(A,\mathbb {R} ^{n})}.
Una funzione {\displaystyle f:A\rightarrow \mathbb {R} ^{n}} si dice poi di classe {\displaystyle C^{\infty }}(o liscia) se in ogni punto di {\displaystyle A} esistono tutte le derivate parziali di {\displaystyle f} di qualsiasi ordine, e tali derivate parziali sono funzioni continue; in altre parole, {\displaystyle f} è liscia se e solo se {\displaystyle f\in C^{k}(A,\mathbb {R} ^{n})} per ogni {\displaystyle k\in \mathbb {N} }. L'insieme delle funzioni lisce da {\displaystyle A} in {\displaystyle \mathbb {R} ^{n}} si indica generalmente con {\displaystyle C^{\infty }(A,\mathbb {R} ^{n})}. Evidentemente si ha {\displaystyle C^{\infty }(A,\mathbb {R} ^{n})=\bigcap _{k\in \mathbb {N} }C^{k}(A,\mathbb {R} ^{n})}.
Una funzione liscia {\displaystyle f\in C^{\infty }(A,\mathbb {R} ^{n})} si dice di classe {\displaystyle C^{\omega }} (o analitica) se per ogni {\displaystyle x_{0}\in A} esiste un intorno {\displaystyle U(x_{0})\subseteq A} di {\displaystyle x_{0}} in {\displaystyle A} tale che {\displaystyle f(x)=T_{f,x_{0}}(x)} per ogni {\displaystyle x\in U(x_{0})}, ove {\displaystyle T_{f,x_{0}}} denota lo sviluppo di Taylor di {\displaystyle f} centrato in {\displaystyle x_{0}}. L'insieme delle funzioni analitiche da {\displaystyle A} in {\displaystyle \mathbb {R} ^{n}} si indica con {\displaystyle C^{\omega }(A,\mathbb {R} ^{n})}.
È possibile fornire esempi di funzioni lisce ma non analitiche.

## L'insieme di definizione
Particolare attenzione bisogna rivolgere all'insieme {\displaystyle A} su cui è definita la funzione. Nella definizione di derivata il punto in cui si calcola il limite viene preso interno ad {\displaystyle A} (oppure {\displaystyle A} viene considerato aperto, cosicché tutti i suoi punti siano interni), poiché nei punti di frontiera l'operazione di limite si può applicare solo in modo parziale (solo da alcune "direzioni" e non da altre). Per questo motivo, se {\displaystyle A} non è un aperto, l'affermazione {\displaystyle f\in C^{k}(A,\mathbb {R} ^{n})} deve essere ulteriormente specificata. Non c'è un'unica versione accettata di tale generalizzazione: solitamente si assicura l'esistenza della derivata anche nei punti del bordo e si richiede che tale derivata si riallacci in modo sufficientemente "regolare" a quella nei punti interni. Ad esempio, ci si può "appoggiare" alla definizione precedente, data nel caso in cui il dominio sia un aperto, nel modo seguente: diciamo che {\displaystyle f} è di classe {\displaystyle C^{k}}, ovvero {\displaystyle f\in C^{k}(A,\mathbb {R} ^{n})}, se e solo se esiste un aperto {\displaystyle \Omega } contenente {\displaystyle A} e una funzione {\displaystyle {\tilde {f}}\in C^{k}(\Omega ,\mathbb {R} ^{n})} che estende {\displaystyle f}, cioè tale che {\displaystyle {\tilde {f}}_{|A}=f}.

## Lo spazio delle funzioniCk
Dal punto di vista dell'analisi funzionale, se {\displaystyle \Omega } è un insieme compatto in {\displaystyle \mathbb {R} ^{d}} ({\displaystyle d} naturale), lo spazio {\displaystyle C^{k}(\Omega )} delle funzioni definite in {\displaystyle \Omega } a valori reali (o complessi) di classe {\displaystyle k} è uno spazio vettoriale; con la norma (norma lagrangiana di ordine {\displaystyle k})
{\displaystyle \|f\|_{C^{k}(\Omega )}={\begin{cases}\max _{\Omega }|f|&{\text{ se }}k=0\\\|f\|_{C^{0}(\Omega )}+\sum _{|\alpha |=1}^{k}\|\mathrm {D} ^{\alpha }f\|_{C^{0}(\Omega )}&{\text{ se }}k>0\end{cases}}}
risulta essere uno spazio di Banach; {\displaystyle \mathrm {D} ^{\alpha }f} è la derivata {\displaystyle \alpha }-esima di {\displaystyle f} espressa nella notazione multi-indice.

## Esempi
- L'esponenziale {\displaystyle {\textrm {exp}}:\mathbb {R} \rightarrow \mathbb {R} ,\;{\textrm {exp}}(x):=e^{x}} è una funzione di classe {\displaystyle C^{\infty }}, in quanto ha ogni derivata uguale a sé stessa: {\displaystyle D^{k}({\textrm {exp}})={\textrm {exp}}} per ogni {\displaystyle k\in \mathbb {N} }; più precisamente, {\displaystyle {\textrm {exp}}} è una funzione analitica.
- L'identità {\displaystyle {\textrm {id}}_{\mathbb {R} }} è di classe {\displaystyle C^{\infty }}, in quanto ha derivata prima costante uguale a {\displaystyle 1} e ogni derivata successiva costante uguale a {\displaystyle 0}. Più precisamente, è una funzione analitica, come ogni altra funzione polinomiale da {\displaystyle \mathbb {R} } in sé.
- La tangente è una funzione di classe {\displaystyle C^{\infty }(\mathbb {R} \setminus \left(\pi /2+\pi \mathbb {Z} \right))}, cioè in tutto il suo insieme di definizione.
- La funzione {\displaystyle |x|} è di classe {\displaystyle C^{0}}; essa appartiene a {\displaystyle C^{0}(\mathbb {R} )\cap C^{\infty }(\mathbb {R} \setminus \left\{0\right\})}, in quanto in {\displaystyle 0} non è derivabile.
- La funzione {\displaystyle |x|^{p}} è di classe {\displaystyle C^{k}} se {\displaystyle k<p\leq k+1}.